# يون تشاي-كيونغ
يون تشاي-كيونغ هي مغنية كورية جنوبية عضوة في فرقة أبريل،ولدت في 7 يوليو 1996.